# Волрат Любе
Волрат Любе (на немски: Vollrath Lübbe) е немски офицер, служил по време на Първата и Втората световна война.

## Биография

#### Ранен живот и Първа световна война (1914 – 1918)
Волрат Любе е роден на 4 март 1894 г. в Клайн Лунов, район Мекленбург, Германска империя. През 1912 г. се присъединява към армията като офицерски кадет. Участва в Първата световна война, а след нея служи в Райхсвера.

##### Междувоенен период
Между 1938 и 1941 г. командва 13-и кавалерийски полк.

#### Втора световна война (1939 – 1945)
От 1941 до 1942 г. ръководи 2-ра стрелкова бригада. На 16 януари 1942 г. поема командването на 2-ра танкова дивизия, а на 17 февруари същата година е заменен от Ханс-Карл фон Есебек. На 1 септември 1942 г. отново поема командването над 2-ра танкова дивизия, този път до 1 февруари 1944 г. На 1 октомври 1942 г. е издигнат в чин генерал-майор, а година по-късно в генерал-лейтенант. В началото на 1944 г. му е поверено командването на 81-ва пехотна дивизия, а до края на войната ръководи 443-та пехотна дивизия на Източния фронт.

#### Пленяване и смърт
Пленен е от съветските войски и е военнопленник до 1955 г. Умира на 4 април 1969 г. в Хановер, Германия.

## Военна декорация
| - Германски орден „Железен кръст“ (1914) – II степен (?) и I степен (?) - Германска „Значка за раняване“ (1914) – черна (?) - Германски кръст „Мекленбург-Шверин“ (?) – II степен (?) и I степен (?) | - Германски орден „Кръст на честта“ (?) - Германски орден Железен кръст (1939, повторно) – II степен (20 август 1940) и I степен (7 септември 1941) - Орден „Германски кръст“ (1943) – златен (6 март 1943) - Рицарски кръст (17 август 1943) |